# Bangui, Ilocos Norte

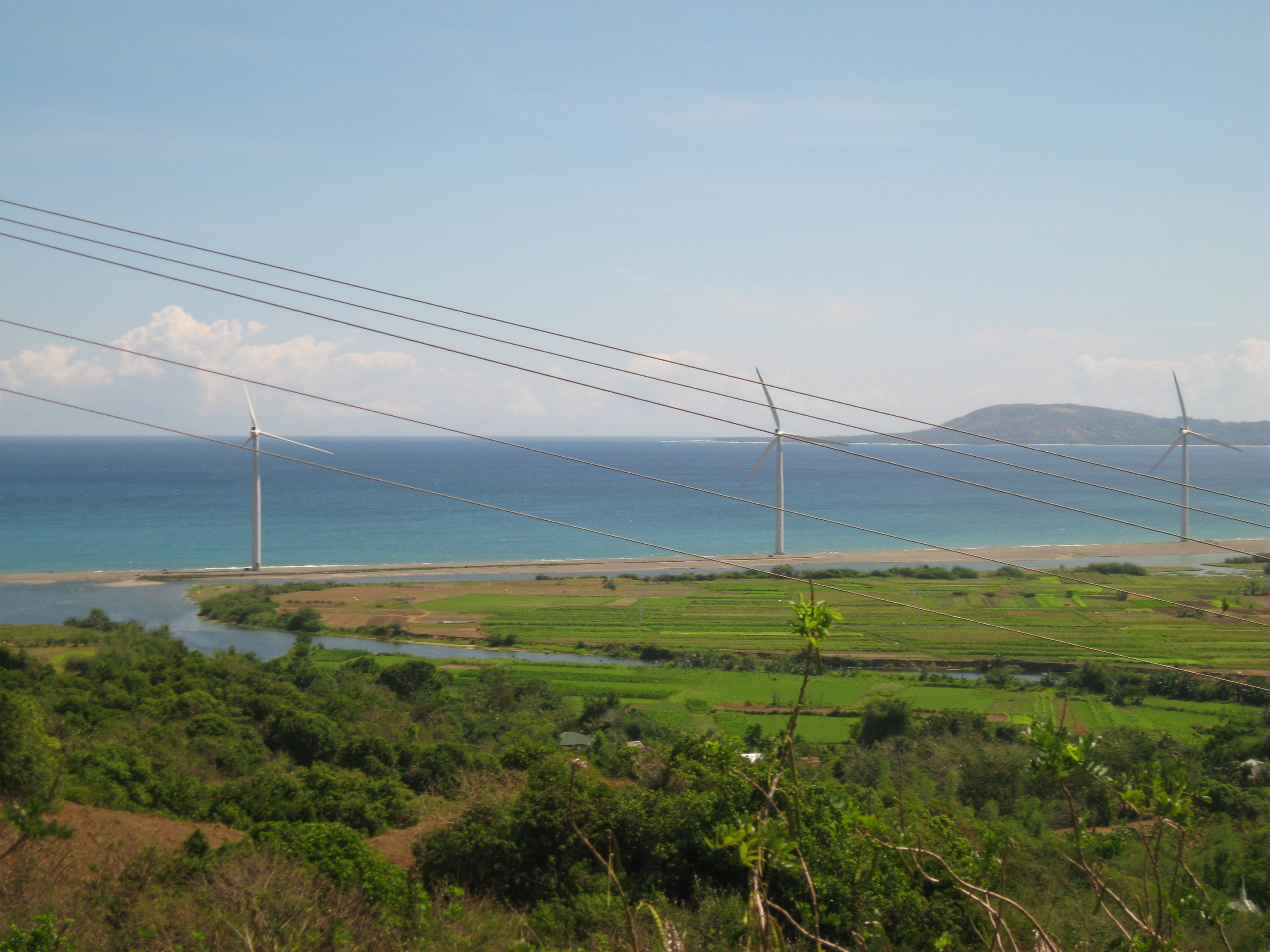
Vestas V82 wind turbines of the Bangui wind farm

Bangui là một đô thị hạng 4 ở tỉnh Ilocos Norte, Philippines. Theo điều tra dân số năm 2007, đô thị này có dân số 14.634 người với 3.055 hộ.

## Các đơn vị hành chính
Bangui được chia ra 15 barangay.
- Abaca
- Bacsil
- Banban
- Baruyen
- Dadaor
- Lanao
- Malasin
- Manayon
- Masikil
- Nagbalagan
- Payac
- San Lorenzo
- San Isidro
- Taguiporo
- Utol